# Nicolau de Laodicea
Nicolau de Laodicea (Nicolaus, Nikólaos Νικόλαος) fou un escriptor i possiblement metge grec que va viure, segons Abu-l-Faraj al-Isbahaní, a la segona meitat del segle iv.
Va escriure :
- De Summa Philosophiae Aristotelicae, traduïda al siríac per Hunayn ibn Ishaq.
- De Plantis, esmentada per Abd-al-Latif al-Baghdadí.
- Liber Responsionis ad illos qui Rem unam esse statuunt Intellectum et Intelligibilia.
- Compendium Philosophiae Aristoteleae.
- Aristotelis Historia Animalium in Compendium redacta, citada per ar-Razí.[1]